# Чемпионат Чехии по регби
Чемпионат Чехии по регби, Экстралига (чеш. Extraliga) — крупнейшее клубное соревнование Чешской Республики по регби-15.
Турнир проводится с 1993 года. Сезон Экстралиги проходит с сентября по май следующего года. Худщие команды сезона выбывают из числа сильнейших и новый сезон начинают в Первой лиге. Лидеры Первой лиги, напротив, ежегодно выходят в Экстралигу. В 2008 и 2010 годах финал чемпионата проводится на стадионе «Эден Арена».
Коммерческим партнёром чемпионата является банковская организация Komerční banka.

## Участники
| Клуб          | Город              | Стадион                    |
| ------------- | ------------------ | -------------------------- |
| «Вишков»      | Вишков             | «Ареал Яна Навратила»      |
| «Гавиржов»    | Гавиржов           | «Астронауту 2»             |
| «Драгон Брно» | Маломержице (Брно) | —                          |
| «Прага»       | Высочаны (Прага)   | —                          |
| «Ржичани»     | Ржичани            | стадион им. Йозефа Кохоута |
| «Славия»      | Вршовице (Прага)   | —                          |
| «Спарта»      | Прага              | «Подвинный млын»           |
| «Татра»       | Смихов (Прага)     | «Цисаржка»                 |

## Результаты
| Сезон | Чемпион       | Финал                           | Второе место | Стадион (финал)                     |
| 1993  | «Вишков»      |                                 |              |                                     |
| 1994  | «Вишков»      |                                 |              |                                     |
| 1995  | «Татра»       |                                 |              |                                     |
| 1996  | «Ржичани»     |                                 |              |                                     |
| 1997  | «Татра»       |                                 |              |                                     |
| 1998  | «Спарта»      |                                 |              |                                     |
| 1999  | «Спарта»      |                                 |              |                                     |
| 2000  | «Драгон Брно» |                                 |              |                                     |
| 2001  | «Ржичани»     | 15-11                           | «Прага»      | стадион им. Йозефа Кохоута, Ржичани |
| 2002  | «Прага»       | 53-30                           | «Татра»      | «Цисаржка», Прага                   |
| 2003  | «Татра»       | 20-15                           | «Ржичани»    | стадион им. Йозефа Кохоута, Ржичани |
| 2004  | «Ржичани»     | 36-12                           | «Вишков»     | «Ареал Яна Навратила», Вишков       |
| 2005  | «Ржичани»     | 23-20                           | «Татра»      | «Цисаржка», Прага                   |
| 2006  | «Ржичани»     | 12-6                            | «Татра»      |                                     |
| 2007  | «Татра»       | 13-12                           | «Ржичани»    | «Цисаржка», Прага                   |
| 2008  | «Татра»       | 17-9                            | «Ржичани»    | «Эден Арена», Прага                 |
| 2010  | «Славия»      | 11-10                           | «Татра»      | «Эден Арена», Прага                 |
| 2011  | «Ржичани»     | 21-10 (ОТ) (недоступная ссылка) | «Славия»     | стадион им. Йозефа Кохоута, Ржичани |
| 2012  | «Ржичани»     | 25-11                           | «Гавиржов»   | стадион им. Йозефа Кохоута, Ржичани |

## Сильнейшие клубы
| Клуб          | Чемпион | Победные сезоны                                      |
| ------------- | ------- | ---------------------------------------------------- |
| «Ржичани»     | 9       | 1996, 2001, 2004, 2005, 2006, 2011, 2012, 2021, 2022 |
| «Татра»       | 7       | 1995, 1997, 2003, 2007, 2008, 2012/13, 2018          |
| «Вишков»      | 3       | 1993, 1994, 2015/16                                  |
| «Спарта»      | 3       | 1998, 1999, 2016/17, 2019                            |
| «Драгон Брно» | 1       | 2000                                                 |
| «Прага»       | 1       | 2002                                                 |
| «Славия»      | 1       | 2010                                                 |

### По регионам
| Регион              | Титулы | Клубы                                                |
| ------------------- | ------ | ---------------------------------------------------- |
| Прага               | 9      | «Татра» (5), «Спарта» (2), «Прага» (1), «Славия» (1) |
| Центральная Богемия | 9      | «Ржичани» (9)                                        |
| Южная Моравия       | 3      | «Вишков» (2), «Драгон Брно» (1)                      |